# ميرليتو سابلو
ميرليتو سابلو مواليد 19 يناير 1984 في الفلبين، هو ملاكم محترف. حقق بطولة منظمة الملاكمة العالمية.

## إحصائيات
خاض خلال مسيرته 29 نزالا، فاز في 25 وتعادل في 1 وخسر في 3. فاز بالضربة القاضية في 12 نزالا.

## روابط خارجية
- ميرليتو سابلو على موقع بوكس ريك (الإنجليزية) (registration required)